# Rodica Șerban
Rodica Maria Șerban (panieńskie nazwisko Florea, ur. 26 maja 1983 w Rădăuți) – rumuńska wioślarka, dwukrotna medalistka olimpijska.
Oba medale zdobyła jako członkini rumuńskiej ósemki, która od ponad dwudziestu lat nie schodzi z olimpijskiego podium. W Atenach z koleżankami sięgnęła po złoto, cztery lata później była trzecia.

## Osiągnięcia
- Mistrzostwa Świata Juniorów – Płowdiw 1999 – dwójka bez sternika – 8. miejsce[2].
- Mistrzostwa Świata Juniorów – Duisburg 2000 – ósemka – 1. miejsce[2].
- Mistrzostwa Świata Juniorów – Troki 2001 – ósemka – 1. miejsce[2].
- Mistrzostwa Świata Juniorów – Troki 2001 – dwójka bez sternika – 2. miejsce[2].
- Mistrzostwa Świata – Lucerna 2001 – czwórka podwójna – 10. miejsce[2].
- Mistrzostwa Świata – Mediolan 2003 – czwórka podwójna – 10. miejsce[2].
- Igrzyska Olimpijskie – Ateny 2004 – ósemka – 1. miejsce[2].
- Mistrzostwa Świata – Gifu 2005 – ósemka – 2. miejsce[2].
- Mistrzostwa Świata – Gifu 2005 – dwójka bez sternika – 4. miejsce[2].
- Mistrzostwa Świata – Eton 2006 – ósemka – 6. miejsce[2].
- Mistrzostwa Świata – Eton 2006 – dwójka bez sternika – 7. miejsce[2].
- Mistrzostwa Świata – Monachium 2007 – ósemka – 2. miejsce[2].
- Mistrzostwa Europy – Poznań 2007 – ósemka – 1. miejsce[2].
- Igrzyska Olimpijskie – Pekin 2008 – ósemka – 3. miejsce[2].
- Mistrzostwa Europy – Ateny 2008 – ósemka – 1. miejsce[2].